# Laephotis capensis
Laephotis capensis is een zoogdier uit de familie van de gladneuzen (Vespertilionidae). De wetenschappelijke naam van de soort werd voor het eerst geldig gepubliceerd door A. Smith in 1829.

## Voorkomen
De soort komt voor in Angola, Benin, Botswana, Burundi, Kameroen, de Centraal-Afrikaanse Republiek, Congo-Brazzaville, Congo-Kinshasa, Ivoorkust, Equatoriaal-Guinea, Eritrea, Ethiopië, Gabon, Ghana, Guinee, Guinee-Bissau, Kenia, Lesotho, Liberia, Malawi, Mozambique, Namibië, Nigeria, Sierra Leone, Somalië, Zuid-Afrika, Soedan, Swaziland, Tanzania, Togo, Oeganda, Zambia en Zimbabwe.